# Биохимическая генетика
Биохимическая генетика — раздел генетики, изучающий механизмы генетического контроля биохимических процессов в живых организмах.

## История
Развитие произошло в 1940-х-1950-х годах, после выяснения того, что в генах содержится информация о точном строении ферментов, которые управляют всеми процессами в организме, т.е наследственная программа реализуется совокупностью биохимических процессов, содержание и скорость течения которых определяются генами. Реализация генетической информации заключается в обеспечении как организма в целом, так и каждой отдельной клетки сведениями о времени и порядке осуществления определённых реакций. Этот факт высказывался ещё в XIX веке американским биологом Э. Б. Уилсоном, который отмечал, что наследственность — это повторение в последовательных поколениях одинаковых форм обмена. Доказательство стало возможным благодаря развитию биохимии и изучению биохимических основ жизнедеятельности животных, растений и микроорганизмов. Одним из основных методов исследования в 1940-х-1960-х годах являлось изучение изменённых форм различных микроорганизмов, которые нуждались в дополнительном поступлении каких-либо питательных веществ. Особенно важное значение исследования в области биохимической генетики имеют для изучения наследственности человека, в частности для развития медицинской генетики. Если организм не в состоянии собственными силами компенсировать эти изменения, нередко возникает рассогласование процессов обмена веществ и энергии, обуславливающее заболевание.
Конкретные проявления болезни зависят от того, какие звенья обмена веществ координируются в здоровом организме и являются нарушенными. Биохимическая генетика показала, что нередко нарушения в синтезе ферментов, которые осуществляют последовательную цепь биохимических реакций, сопровождаются возникновением разных заболеваний. Благодаря развитию биохимической и молекулярной генетик, удалось выявить причину разных заболеваний, не передающихся по наследству, но связанных с нарушением функционирования генов.